# Hedwig Kohn

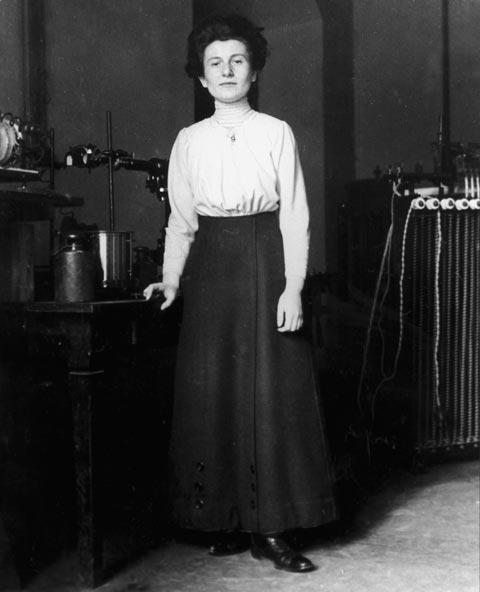
Hedwig Kohn 1912 in ihrem Labor in Breslau bei Forschungen zu ihrer Doktorarbeit

Hedwig Kohn (* 5. April 1887 in Breslau; † 26. November 1964 in Durham, North Carolina, USA) war eine deutsche Physikerin. Sie war neben Lise Meitner und Hertha Sponer eine von drei Frauen, die vor dem Zweiten Weltkrieg in Deutschland eine Habilitation in Physik erreichten. Wie Meitner und Sponer floh auch sie zur Zeit des Nationalsozialismus aus Deutschland. Sie zog in die USA und wurde dort Professorin für Physik.

## Leben
Hedwig Kohn stammte aus einer wohlhabenden deutsch-jüdischen Familie. Sie war die Tochter von Helene Hancke und Georg Kohn, der Textilkaufmann in Breslau war.
Im Jahr 1906 begann sie an der Universität Breslau zu studieren, zunächst als Gasthörerin, da eine offizielle Immatrikulation für Frauen um diese Zeit noch nicht möglich war. Sie promovierte 1913 mit der Arbeit Über das Wesen der Emission der in Flammen leuchtenden Metalldämpfe. 1914 wurde sie Assistentin am Physikalischen Institut der Universität Breslau, wo sie umfangreiche Aufgaben übernahm, als mit dem Beginn des Ersten Weltkrieges die meisten ihrer männlichen Kollegen zur Armee einberufen wurden. Mit Otto Lummer arbeitete sie an einer Neuauflage von Müller-Pouillets Lehrbuch der Physik. Ihre umfangreichen Beiträge zu diesem Projekt wurden ihr 1930 als Habilitation anerkannt. Wenig später wurde sie Privatdozentin.
1933 wurde das Gesetz zur Wiederherstellung des Berufsbeamtentums erlassen; alle jüdischen Wissenschaftlerinnen und Wissenschaftler der Universität wurden entlassen. Der Direktor des Physikalischen Instituts, Clemens Schaefer, versuchte am 22. Juni 1933 mit einem Brief an die Universitätsleitung, Hedwig Kohns Entlassung zu verhindern, blieb jedoch erfolglos. Am 7. September 1933 wurde ihr die Lehrerlaubnis entzogen. Kohn emigrierte in die Schweiz, wo sie am Lichtklimatischen Observatorium in Arosa und als Industrieberaterin arbeitete. 1938 sicherten ihr das Women’s College der University of North Carolina, das Sweetbriar College in Virginia und das Wellesley College Lehraufträge für je ein Jahr zu, was ihr die Einreise in die USA ermöglichte. Am Wellesley College wurde sie 1945 Assistenzprofessorin und drei Jahre später ordentliche Professorin. 1952 ging sie an die Duke University in Durham (North Carolina), an der zu dieser Zeit auch Hertha Sponer arbeitete. Als Hedwig Kohn mit 65 Jahren in Rente ging, ermöglichte Sponer ihr die Mitarbeit an einem Forschungsprojekt der Duke University, in dem sie noch weitere 12 Jahre lang forschte und lehrte.
Ihr Spezialgebiet war die Optik, außerdem arbeitete sie zu den Verfahren der Pyrometrie und Spektrometrie sowie zur Entwicklung von Lichtquellen.

## Ehrungen
Anlässlich ihres 132. Geburtstag widmete Google Hedwig Kohn ein Doodle.
Sowohl in einem Gewerbegebiet der Stadt Rosbach vor der Höhe als auch der Stadt Sehnde findet sich eine Hedwig-Kohn-Straße. Ebenso wurde im Industriepark Wolfgang in Hanau-Wolfgang eine Straße nach Hedwig Kohn benannt.